# Stinkmorchelartige
Die Stinkmorchelartigen (Phallales) sind eine Ordnung Großpilze aus der Klasse Agaricomycetes.

## Merkmale
Die Fruchtkörper der Stinkmorchelartigen entwickeln sich zunächst als so genanntes Hexenei, bei dem sich zwischen Endo- und Exoperidie eine gelatinöse Schicht befindet. Durch Streckung eines Receptaculums reißt das Hexenei am Scheitel auf und die primär kammerige, feucht bleibende Gleba wird exponiert.

## Ökologie
Die Phallales verbreiten ihre Sporen durch Insekten, die sie mit Lockfarben und aasartigen Gerüchen anlocken. Sie werden daher auch Aasfliegenpilze genannt.

## Systematik
In Mitteleuropa kommen Vertreter der Hundsruten und Stinkmorcheln vor. Außerdem wurden 2 Arten der Gitterlinge eingeschleppt. Die Ordnung der Stinkmorchelartigen umfasst 6 Familien und etwa 80 Arten, die weltweit, vor allem in den Tropen verbreitet sind. Hosaka und Autoren (2006) zählen folgende Familien zu den Phallales:
| Deutscher Name        | Wissenschaftlicher Name | Autorenzitat       |
| --------------------- | ----------------------- | ------------------ |
| Gitterlingsverwandte  | Clathraceae             | Chevallier 1826    |
| Stinkmorchelverwandte | Phallaceae              | Corda 1842         |
|                       | Lysuraceae              | Corda 1842         |
|                       | Protophallaceae         | Zeller 1939        |
|                       | Claustulaceae           | G. Cunningham 1931 |
|                       | Trappeaceae             | P.M. Kirk 2008     |